# Ивановка (Северо-Казахстанская область)
Ивановка (каз. Ивановка) — село в Аккайынском районе Северо-Казахстанской области Казахстана. Административный центр Ивановского сельского округа. Код КАТО — 595843100.

## Население
В 1999 году численность населения села составляла 1385 человек (689 мужчин и 696 женщин). По данным переписи 2009 года, в селе проживало 975 человек (479 мужчин и 496 женщин).

## История
Село основано в мае-июне 1896 года. Первыми поселенцами были 60 семей Полтавской губернии Пирятинского, Роменского, Зеньковского и Полтавского уездов.

## Инфраструктура
В селе Ивановка функционирует водоразводящая сеть с водонапорной станцией.
Услуги телефонной связи оказывает АО «Казахтелеком». Село охвачено сотовой связью «Билайн» и «Activ».
АО «Казпочта» осуществляет почтовую связь, доставку пенсионных выплат и изданий средств массовой информации.

## Образование
В селе функционирует школа, дошкольный мини-центр с полным днем пребывания.

## Здравоохранение
В селе функционирует фельдшерско-акушерский пункт, имеется автомобиль скорой помощи, аптечный пункт.